# Malacopteron magnum
Tordina-de-coroa-ruiva ou tordina-magna (Malacopteron magnum) é uma espécie de ave da família Timaliidae.
Pode ser encontrada nos seguintes países: Brunei, Indonésia, Malásia, Myanmar, Filipinas e Tailândia.
Os seus habitats naturais são: florestas subtropicais ou tropicais húmidas de baixa altitude.
Está ameaçada por perda de habitat.